# Фриц, Сэмуэл
Сэмуэл Фриц (чеш. Samuel Fritz; 9 апреля 1654, Трутнов — 20 марта 1725, Жеберос) — чешский путешественник, картограф, иезуитский миссионер в Южной Америке, основатель более 41 индейской редукции.
Был автором первой подробной карты реки Амазонки (от предполагаемых истоков до устья), над которой работал преимущественно в период с 1689 по 1691 годы (составлена в 1691, напечатана в 1707 году). В своих записях он описал о причинах, приведших его к этой работе: «Для лучшего изучения и общего созидания о великой Амазонке, или реке Мараньон, я составил эту карту с немалым трудом и потом, поскольку я проплыл большую часть ее течения, насколько это возможно для судоходства. Хотя по сей день появилось очень много карт, хочу напомнить, никого не обижая, что ни одна из них не является достаточно точной, потому что измерение градусов течения не учитывалось или не проводилось вообще, или потому что они были прочитаны из сочинений авторов, которые совершенно их запутали». О качестве карты Фрица свидетельствует и тот факт, что в 1743 году, когда Шарль Мари де ла Кондамин, член французской геодезической комиссии, спас карту от уничтожения и предпринял путешествие по Амазонке, опираясь на её данные. Тот также утверждал, что карта намного превосходит своих предшественников, за исключением нижнего течения реки, где Фриц испытывал значительные проблемы со здоровьем, а затем с португальцами, и поэтому он не мог провести точные измерения.
Будучи знатоком технических искусств и ремесел, он также был врачом, художником, плотником, столяром и лингвистом, умевшим общаться с индейцами. Также он считался уважаемым человеком, который помог вице-королевству Перу в его пограничном споре с Бразилией.
Сэмюэл Фриц был одним из первых европейцев, совершивших путешествие через весь континент – от Атлантического океана до Тихого океана.

## Биография

### Детство и юность
Самуил Фриц родился в Трутнове 9 апреля 1654 года, о его детстве и родителях дальнейших сведений не известно. Его национальность была загадкой, однако данные регистрационных книг утверждают что его мать была чешка.
Между 1664 и 1670 годами он учился в гимназиях в Йичине и Градце-Кралове. В восемнадцать лет переехал в Прагу, чтобы учиться на философском факультете университета Карла-Фердинанда. В 1673 году он получил степени магистра и 27 октября 1673 года стал членом Общества Иисуса. В 1675–1677 годах, уже будучи магистром философии, он преподавал основы латыни в иезуитской семинарии в Угерске-Градиште. Потом год преподавал в Бржезнице. Год спустя он стал заместителем ректора иезуитского общежития в Брно, где он также дирижировал студенческим оркестром. Однако вскоре он закончил преподавательскую деятельность и начал изучать теологию. После трёх лет обучения, 4 февраля 1683 года, он принял священнический сан. Во время учёбы он также познакомился с одним из своих лучших друзей, Йиндржихом Вацлавом Рихтером, который избрал тот же путь: против воли родителей он стал священником и примерно в то же время, что и Фриц, подал заявление о назначении в иезуитскую миссию. Рихтер покинул Богемию 4 октября, на 44 дня раньше Фрица. Оба разделили не только схожую судьбу, но и имели общие интересы. Оба интересовались географией. Во время своих миссионерских путешествий Рихтер нарисовал карту реки Укаяли, которую Фриц позже включил в свою карту Амазонки.

### Миссия
В том же году, 3 июня, Фриц направил свою первую просьбу о командировке в миссию генералу Ордена. Он пишет в нем: «Наш почтенный Отец во Христе.
Мне, не достойнейшему из сыновей, было бы стыдно обратиться к вашему достойнейшему Отцовству, если бы меня не побудило к этому такое благое дело чилийской миссии. Ободренный этим, я обращаюсь с просьбой и смиренно прошу, чтобы она, согласно своей отцовской любви, милостиво соизволила включить меня в число миссионеров королевства Чили, если есть хоть какая-то надежда, что я, слабый инструмент, мог бы что-то сделать для большей славы Божией и для спасения и служения душ. Если мне кажется, что моя маленькая добродетель и плохое знание сдерживают меня, я надеюсь, что достаточная сила будет дана добротой Бога, который избрал слабых в этом мире, чтобы совершать великие дела. 9 апреля мне исполнилось 30 лет, и я учусь на четвертом курсе богословия. Ведь я целиком и полностью отдаю себя в распоряжение Вашего Отцовства, и, если будет угодно Божественному Величеству, буду весьма охотно ожидать грамоты святого послушания. Самый послушный сын вашего достойнейшего отцовства Сэмюэл Фриц, SJ. В Оломоуце на Мораве, 3 июня 1683 год».
Однако генерал Шарль де Нойель отклонил эту просьбу, поэтому Фриц 8 октября отправляет в Рим второе письмо. Месяц спустя, 14 ноября, из Рима приходит призыв присоединиться к миссии в бассейне реки Мараньон, на Амазонке. Через три дня после получения ответа, Фриц покинул Богемию и направился в Геную, где должен был сесть на английский корабль, который должен был доставить его в Севилью. Корабль отплыл всего через несколько дней после прибытия в Геную. Однако путешествие по морю было довольно долгим, так как корабль заходил почти в каждый порт на пути. Еще одна задержка была вызвана штормом, заставившим судно застрять в Кадисе. Поскольку ожидание отплытия из Кадиса означало бы задержку на несколько месяцев, Фриц принял решение отправиться в Севилью пешком. Однако по прибытии он обнаружил, что ему придётся ждать 9 месяцев, прежде чем испанский флот отправится в Южную Америку. Это время тот потратил на усердное изучение испанского языка и географии Южной Америки.
24 сентября 1684 года испанский флот отправился в плавание. Фриц путешествовал вместе с Рихтером. Цель у них была одна – Мараньон. 26 ноября корабли прибыли в порт Картахены. 15 декабря 1684 года назначенная в Мараньон экспедиция миссионеров покинула Картахену и отправилась в двухтысячное путешествие в Кито, где 17 сентября 1685 года он также написал свое последнее письмо в Богемию. Оттуда, после небольшого перерыва, они отправились в Ла-Лагуну, резиденцию настоятеля иезуитов в этом регионе и важный административный центр провинции. После этого пути Рихтера и Фрица разделились. Рихтер отправился обращать племя Кунивов. Одним из первых обращённых индейцев этого племени, названый после этого Энрике Мамелюком, спустя 15 лет организует индейское восстание, во время которого Рихтер будет убит.

#### Племя Омагуа
Фриц получил задачу по обращению племени Омагуа от настоятеля Хуана Лоренцо Луцера. Омагу были самым крупным племенем жившим у реки. Они отличались от остальных племён деформированным черепом. Португальцы, имевшие интересы в регионе Амазонки, называли их «плоскоголовыми». На протяжении всей своей миссии,  Фриц вёл дневник, который является важнейшим источником информации о его деятельности. Эти записи были датированы с 1686 по 1723 год. Часть записей была потеряна, когда каноэ Фрица перевернулось, и ему самому едва удалось спастись. Длинные отрывки из этих записей дневника были скопированы и дополнены комментариями анонимного автора в период между смертью Фрица и 1738 годом, когда они появились в собрании документов отца Пабло Марони. За несколько лет Фриц разработал свой собственный катехизис на языке Омагуа. Индейцы Омагуа просили защиты от португальских работорговцев, которые начали совершать набеги на их поселения к 1680-м годам. Когда Фриц прибыл на их территорию в 1686 году, Омагуа населяли острова посреди реки Амазонки, в районе, простирающемся примерно от места слияния Амазонки и реки Напо до реки Журуа. Фриц прибыл к племени в 1686 году, после чего основал центр своей миссии — город Сан-Иоаким и построил церковь, посвящённую святому Иоакиму. К концу своего первого года жизни в племени, он начал длительное путешествие вниз по реке, чтобы посетить все тридцать восемь существующих поселений, проведя в каждой по два месяца. Он переименовал их, используя имена святых покровителей, построил несколько элементарных часовен и крестил в основном детей, поскольку обнаружил, что большинство взрослых недостаточно воспитаны, а также «не желают полностью отказываться от некоторых языческих привычек». По завершении этого путешествия, которое длилось около трёх лет, он провел церемонию крещения всего племени, прежде чем вернуться в Сан-Иоаким.
По просьбе Королевской аудиенсии Кито в 1687 году он начал разграничивать спорную миссионерскую территорию в Верхнем Мараньоне между Перу и Кито.

#### Составление карты Амазонки
В 1688 году Фриц отправился проповедовать в племя Юримагуа, которое жило в низовьях реки Риу-Негру. В поселении этого племени его застало чрезвычайно сильное наводнение. Ко всем его проблемам добавились болезни – лихорадка, водянка и бессонница. Поскольку его состояние не улучшилось даже через три месяца, он решил, что ему необходимо спуститься по реке Амазонке. Там он надеялся встретить группу португальцев, которые, по сведениям индейцев, отправились сюда собирать растение Сассапариль, которое использовалось как лекарство от сифилиса.

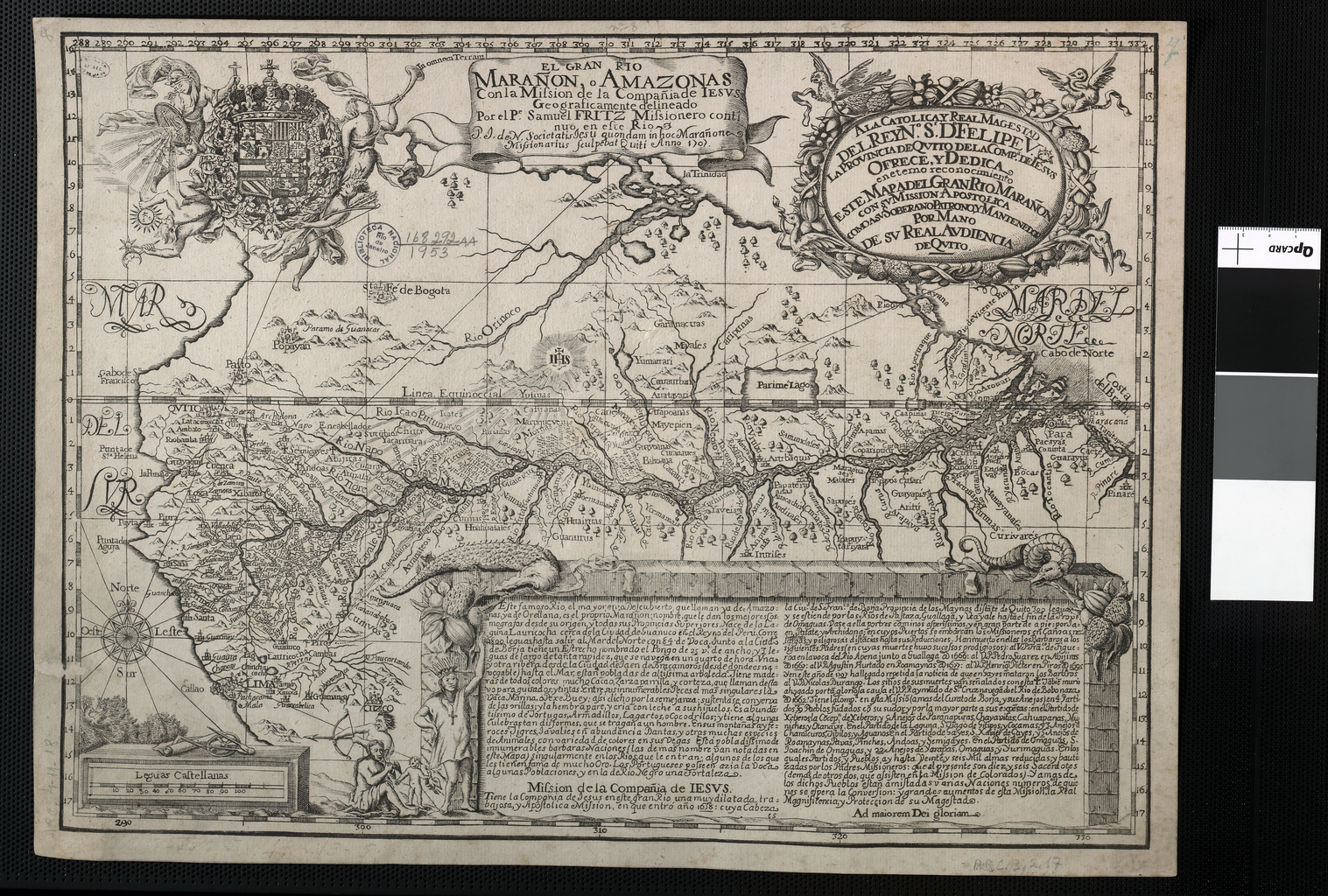
Карта Фрица 1707 года, показывающая Амазонку и Ориноко по обе стороны мифического озера Париме.

Однако португальцы уже покинули этот район и отправились в город Пара. Фрицу ничего не оставалось, кроме как плыть на примитивной пироге в Пару, ибо ближайшие испанские поселения находились в трехстах километрах выше по течению, и такое путешествие означало бы для него верную смерть. По пути он встретил группу воинов Тупинамбарана, которые сопроводилии его в мерседарианскую миссию, где его лечили кровопусканием и терапевтическим окуриванием. «Но вместо того, чтобы принести пользу, мне стало хуже, чем раньше», запишет он. Португальские миссионеры отвезли Фрица в иезуитский колледж и 11 сентября 1689 года он прибыл в Пару в предсмертном состоянии. После двух месяцев лечения, он почувствовал себя достаточно хорошо, чтобы попроситься вернуться к племени Омагуа. Камила Лоурейро Диас отмечает, что историки поставили под сомнение заявленный мотив путешествия Фрица, поскольку больной человек вряд ли мог бы отправиться в такое амбициозное путешествие на враждебную территорию и при этом составить подробную карту реки. Диас считает, что он хотел создать карту, чтобы привлечь внимание испанского правительства и получить поддержку своей миссионерской деятельности. Однако португальские колониальные власти, под командованием губернатора Мараньяна Артура де Са Менесеша, задержали и заключили Фрица в тюрьму на восемнадцать месяцев, по обвинению в шпионаже в пользу Испании. Фактически, португальцы были обеспокоены тем, что испанские миссии на реке Верхний Солимойнс могли побудить поселения коренных жителей поддержать Испанию против Португалии. Фриц использовал время в заключении, чтобы подготовить карту реки. В 1691 году, после того как в Совет по делам Индий была подана жалоба, его освобождение было санкционировано королем Португалии Педру II Спокойным, который также объявил выговор и уволил губернатора. Новым губернатором стал Антонио де Альбукерке, который несмотря на  сопротивление Фрица, представил ему охрану. 8 июля 1691 года Фриц в сопровождении двух португальцев и нескольких индийцев покинул Пару, с которыми он также посетил крепости Гурупа и Тапажос. Во время путешествия в Сан-Иоахим они обнаружили, что большая часть индейских деревень сожжена. Индейцы, опасаясь португальцев, подожгли их, а затем бежали в леса. Оставив Фрица в устье реки Коари в октябре 1691 года, солдаты «жестоко убили очень много людей, а остальных увезли в рабство», как позже записал Фриц.
Затем Фриц продолжил путь вверх по реке Уальяга до Уануко, а затем в Лиму, вернувшись через Хаэн к миссиям на реке Мараньон в феврале 1692 года. В феврале он отправился в Ла-Лагуну, чтобы сообщить начальству о проблемах причиненных португальцами индейцам на испанской территории. Ему посоветовали без промедления отправиться в Лиму и сообщить об этом наместнику. Он прибыл в Лиму 2 июля 1692 года. В Лиме его приезд вызвал большое волнение. Одной из причин была его внешность. Хотя никаких изображений Фрица не сохранилось, известно, что он был очень высокого роста (менее 2 метров) и носил русую бороду. В Лиме он представил свой отчет вице-королю Мельчору Антонио Портокарреро и Лассу де ла Вега, включая составленную им подробную карту региона Амазонки. Вице-король был настолько впечатлен работой Фрица, что дал ему тысячу серебряных песо из казны и еще тысячу из собственного кармана на покупку «колоколов, украшений и других дорогостоящих предметов, способствующих украшению и достойному оснащению его новых церквей». Однако вице-король не хотел решать сложные португальско-испанские пограничные споры, поскольку считал их маловажными. Фрицу также не получилось опубликовать свою карту.

#### Переселение Омагуа
Он вернулся к своей миссии. По пути он наблюдал и тщательно наносил на карту верхнее течение реки Мараньон, дошел до озера Лаурикоча в Андах, которое, по его мнению, было истоком Амазонки. Вернувшись из Лимы, Фриц стал еще более активным защитником прав индейцев (и, как следствие, лояльным подданным короля Испании). Начиная с 1693 года, Фриц начал убеждать племя Омагуа в Сан-Иоакин отказаться от своих островных поселений в поймах рек, где они жили с незапамятных времен, и переехать в возвышенные районы «Тирра Фирме». Фриц хотел, чтобы более крупные общины сосредоточивались вокруг часовни или церкви, и рекомендовал, чтобы эти общины были защищены от португальских работорговцев. Несмотря на первоначальное сопротивление индейцев, ему удалось осуществить свой план. В 1695 году Сан-Иоакин был перенесён в устье реки Ампияку на традиционную территорию Каумарис. Постепенно поселение росло, поскольку люди искали убежище от племён Каумарис и Майорунас, традиционных врагов Омагуа. Дальше на востоке Фриц основал еще две редукции: Сан-Пабло и Нуэстра-Сеньора-де-Гуадалупе.
Вскоре набеги работорговцев, периодически совершавшиеся из Пары, стали настолько интенсивными и частыми, что Омагуа из отдаленных общин, а также соседние Юримагуа побежали в сравнительную безопасность миссионерских поселений иезуитов недалеко от устья реки Напо, включая Сан-Иоакин. Этот приток беженцев способствовал ухудшению отношений между иезуитами и постоянными жителями миссионерских поселений Омагуа. Многие Омагуа также покидали миссии иезуитов, соблазненные материалами и товарами, распространяемыми кармелитскими миссиями, которые конкурировали с иезуитами за новообращенных. Влияние миссионеров-кармелитов усилилось после визита португальского монаха Викториано Пиментеля в 1702 году. Пиментель быстро обнаружил, что амазонцы интересуются металлическими инструментами и другими товарами и что их можно убедить отказаться от иезуитов, предлагая «топорики, серпы, ножи, рыболовные крючки, булавки, иголки, ленты, зеркала, реликвии, кольца и куски проволоки для серег». 10 апреля 1697 года в Нуэстра-Сеньора-де-лас-Ньевес Фриц встретил монаха Маноэля да Эсперансу, вице-провинциала португальских кармелитов, и группу прибывших португальских солдат, заявивших, что они намереваются завладеть Верхним Солимойнсом. Фриц заявил им: «Более восьми лет я мирно осуществлял эту миссию от имени Кастильской короны. Я сформировал большую часть этих индейцев-язычников в миссионерские поселения, когда некоторые из них бродили по лесу в качестве беглецов, а другие жили в укрытии возле лагун из-за убийств и порабощения, которым они ранее подвергались со стороны жителей Пара. Я сам, когда был в том городе, видел много рабов из этих племен». Тем не менее португальцы потребовали, чтобы Фриц переместил свою миссию вверх по течению, предупредив его, что, если португальцы поймают его в этом регионе, его отправят в тюрьму в Португалии.

#### Восстания Омагуа
Процесс переселения был трудным. В 1701 году Омагуа в нескольких поселениях восстали против присутствия миссионеров-иезуитов, подожгли редукцию (в том числе дом Фрица и церковь) и убили некоторых иезуитов. Фриц отправился в Кито, чтобы запросить небольшой военный отряд для подавления восстания, а затем организовал ежегодные визиты военных, чтобы запугать Омагуа и предотвратить потенциальные восстания. Пайорева был арестован, был подвергнут порке и заключен в тюрьму испанцами в Борхе, однако он сбежал и вернулся в Сан-Иоакин в феврале 1702 года, чтобы убедить жителей Омагуа выйти из-под влияния миссионеров, и большая часть индейцев уехала, и основала новые поселения вдоль реки Журуа. Фриц отправился в путешествие вниз по реке в поисках сбежавших индейцев. Он пытался убедить индейцев вернуться в редукцию и даже пообещал помиловать вождя Пайореву. Португальские кармелиты снова несколько раз встречались с Фрицем, ведя переговоры о правах неограниченного контроля над различными племенами. Многие из тех, кто следовал за Пайоревой, в конечном итоге были порабощены португальцами, как и сам Пайорева в 1704 году.

#### Дальнейшая жизнь
В 1704 году Фриц сменил Гаспара Видаля на посту настоятеля иезуитов и переехал Сантьяго-де-ла-Лагуна на реке Уальяга. Он передал ответственность за редукции Омагуа сардинскому отцу Хуану Баптисте Санне, который начал работать среди народа Омагуа в 1701 году. В феврале 1709 года новый король Португалии Жуан V послал большой отряд португальских солдат совершить набег на Верхний Солимойнс и потребовать вывода всех испанских миссионеров из региона. Фриц написал португальскому командующему письмо, умоляя его воздержаться насилия, но португальцы уничтожили несколько общин Юримагуа и Омагуа. Наконец, в июле испанские власти нанесли ответный удар и отправили свои военные отряды, чтобы изгнать португальцев и уничтожив при этом несколько миссий кармелитов. Португальцы предприняли ответные меры в декабре, убив сотни индейцев и взяв в плен множество миссионеров, включая Хуана Баптиста Санну. Некоторое время он был заключен в тюрьме в Португалии, а затем отправлен с миссией в Японию.
Боевые действия рассеяли почти все общины Юримагуа и Омагуа, а выжившие были опустошены эпидемией оспы, которая началась в апреле 1710 года и оставила некогда густонаселенный регион Верхний Солимойнс необитаемым. В декабре 1712 года Фрица на посту настоятеля сменил Грегорио Бобадилья, а в январе 1714 года он начал миссионерскую работу в Лимпия-Консепсьон-де-Жеберос, где прожил до своей смерти. Спустя годы, ему наконец удалось напечатать свою карту. За эту работу взялся гравер по меди Хуан де Нарваес. Карта была напечатана в 1707 году и долгое время считалась работой одного только Нарваеса.

### Смерть
Последняя запись в его дневнике датирована ноябрем 1723 года. Скончался в период между 1725 и 1730 годами, предположительно 20 марта 1725 года. Причиной смерти, вероятно, стала инфекция, вызванная песчаными блохами. Когда его тело было эксгумировано в 1766 году во время восстановления церкви, рабочие обнаружили в гробу только подошву от обуви. Остатки стали жертвой тропического климата и термитов.

## Наследие
В 1870 году немецкий географ и статистик Иоганн Эдуард Ваппеус написал о Фрице: «Большое уважение, справедливо проявленное в то время европейскими учеными к географическим работам иезуитов, привело к принятию в их ряды отца Фрица путем одобрения».
Его карта Амазонки была переиздана в Мадриде в 1892 году по случаю четвертого столетия со дня открытия Америки. Еще одно переиздание было в «Recueil de voyages et de document pour servir a l'histoire de la géographie». Три его письма включены в «N. Welt-Bott» (Аугсбург, 1726 г.). По словам Кондамина, оригинальный отчёт о его путешествиях можно найти в архивах иезуитского колледжа в Кито.
Фриц предполагал, что река Мараньон является истоком реки Амазонки, отметив на своей карте 1707 года, что Мараньон «берёт начало на южном берегу озера Лаурикоча, недалеко от Уануко». Фриц рассудил, что река Мараньон — самый крупный рукав реки, с которым можно столкнуться, путешествуя вверх по течению, и она лежит дальше на запад, чем любой другой приток Амазонки. На протяжении большей части XVIII–XIX веков и вплоть до XX века река Мараньон обычно считалась источником Амазонки.

## Память
- В 1990-е годы именем Фрица была названа улица в районе Червени Копец в Трутнове.
- В 2020 году в Юримагуасе был открыт памятник посвященный Фрицу[15][16].